# Louise Åhman
Augusta Louise Åhman, född Runbom 7 februari 1833 i Sankt Nikolai församling, Stockholm, död 25 februari 1924 i Oscars församling, Stockholm
, , var en svensk skådespelare.
Åhman var elev vid Kungliga Dramatiska teatern 1852–1853. Därefter var hon engagerad vid Pierre Delands teatersällskap 1853–1856, hos Johan Willehad Weselius och Ludvig Zetterholm på Södra teatern 1856—1859, hos Oscar Andersson 1859–1863 och hos Wilhelm Åhman och Mauritz Pousette 1863–1866. Därefter följde engagemang i Finland vid Svenska Teatern i Helsingfors 1866–1870, hos Otterströin, Boström och Ahlström 1870–1872, och åter vid Svenska Teatern i Helsingfors 1873–1889. 
Bland hennes rolltolkningar märks Aurore i Aurore och Polixena, Fransiska i Mor och son, Barbra i Ung Hanses dotter, Orleauska jungfrun, Maria Tudor och Fru Aubray i Fru Aubrays idéer , Grevinnan i Börd och förtjänst, Fru Fourchambault i Familjen Fourchambault, Markisinnan de Rio Zarès i Dora och Fru Bonivard i Duvals skilsmässa.
Louise Åhman var gift med skådespelaren Albert Åhman. Hon ligger begravd på Norra begravningsplatsen i Stockholm.